# 梁亭表
梁亭表（15世紀—1644年），字無畸，廣東順德縣人，明朝、南明政治人物。

## 生平
梁亭表是萬曆三十四年（1606年）廣東鄉試舉人，歷任大埔教諭、國子助教，轉官吏部主事，多次推卻賄賂求薦者。吏部尚書知道他清貧，問他：「為何這樣久也未能舉薦到人才？」他回答：「我實在少朋友啊。」轉為武庫員外郎，外任南安知府。張獻忠逼近南安，地方官員都感到害怕，梁亭表睜大眼睛說：「你們無需驚慌，重視君父就看輕身家，我讀書明志三十年，進行申胥哭庭和魯連蹈海的事就在今天。」北京失陷，他痛哭得幾乎死去；弘光帝繼位，以他得治行第一，擢任荊南道副使，不久去世，有兒子梁若衡。

## 引用
1. 1 2  錢海岳《南明史·卷三十五·列傳第十一》：梁亭表，字無畸，順德人。萬曆三十四年舉於鄉。歷大埔教諭、國子助教，遷吏部主事，凡以賄求薦者，多卻之。尚書知其廉苦，問曰：「何久無所舉耶？」徐曰：「余實寡交。」轉武庫員外郎，出為南安知府。
2. ↑  錢海岳《南明史·卷三十五·列傳第十一》：張獻忠逼，郡吏駭愕，亭表睜目曰：「公等毋怖，君父重則身家輕，不肖讀書明志三十年，申胥哭庭，魯連蹈海，不待今日，籌之熟矣。」北京亡，痛哭幾絕。安宗立，以治行第一，擢荊南副使。未幾卒。子若衡，自有傳。